# Melicope mantellii
Melicope mantellii är en vinruteväxtart som beskrevs av John Buchanan. Melicope mantellii ingår i släktet Melicope och familjen vinruteväxter. Inga underarter finns listade i Catalogue of Life.